# Adenomiosis
La adenomiosis es la presencia de tejido endometrial (la capa más interna del útero incluyendo estromas y glándulas endometriales) que se ha pasado hacia el miometrio (la capa muscular del útero) causando hiperplasia e hipertrofia del músculo uterino.  Puede involucrar una parte del útero o en su totalidad. Afecta entre el 20% y 35% de mujeres en edad fértil.
Es capaz de producir  dismenorrea, menorragia, dispareunia y en 30% ser asintomática.

## Historia
Las características de la adenomiosis fueron descrita por primera vez por el patólogo Carl von Rokistansky en 1860, llamándola citosarcoma adenoide del útero, siendo hasta 1896 por el Ginecólogo Thomas Stephen Cullen diferencia en estudios, lo que se conoce como endometriosicos ováricos de las células de tejido endometrial presente en las capas del útero. En 1925 se da el nombre de Adenomiosis por Frankl. Y en 1972 Bird da la definición de Adenomiosis.

## Epidemiología
La prevalencia de la adenomiosis varía entre el 5 y el 70%, con un promedio de un 40%. Afecta sobre todo a mujeres de 35-50 años. Provoca dolores pélvicos y menorragias, pero es asintomática en alrededor de un tercio de los casos.
La incidencia de adenomiosis sobre 333 693 mujeres entre 16 – 60 años (2006 – 2015) fue del 1% siendo el 91 % sintomáticas.
- Comorbilidad de Adenomiosis con endometriosis 18 %,
- Miomatosis (miomas uterinos): 47 %.
- Se halló que en 82 % de histerectomizadas el 70 % tenían imágenes sugestivas y en 38 % que se medicaban por dolor pélvico crónico.

## Causas
La causa de la adenomiosis aún no se define, y se han propuesto varias hipótesis:
- En mujeres entre 35 y 50 años de edad está en el exceso de estrógeno presente en mujeres de esas edades. Al llegar a los 35 años, las mujeres típicamente cesan de crear la misma cantidad de progesterona, una hormona que se opone a las acciones anabólicas del estrógeno. Al pasar de los 50 años de edad, debido a la aparición de la menopausia, las mujeres dejan de producir tanto estrógeno.
- Menarquia temprana,
- Ciclos menstruales cortos,
- Aumento del índice de masa corporal,
- Daño tisular quirúrgico al miometrio (TIAR) (cesárea, ligadura de trompas, aborto o incluso un embarazo cualquiera.)
- Otra teoría establece que la adenomiosis deriva de una metaplasia de novo a partir de células embriológicas müllerianas.

## Síntomas
Aunque se ha registrado que el 30% de quienes padecen la enfermedad, pueden ser asintomáticas, el otro porcentaje puede presentar uno o varios síntomas como: 

### Sangrado uterino anormal (SUA)
Siendo el síntoma con mayor incidencia. El  sangrado se debe a la respuesta de los receptores hormonales en el tejido endometrial, ya que, así como se activan señales en el endometrio normal para que este se desprenda de su capa basal, así sucede con el endometrio de ubicación anormal.
- Sangrado menstrual abundante
- Sangrado menstrual prolongado
- Sangrado intermenstrual d. manchado premenstrual

### Síntomas de dolor ginecológico
- Dismenorrea
- Dispareunia
- Dolor pélvico crónico

### Vejiga y síntomas gastrointestinales
- Disuria
- Disquecia

## Diagnóstico
Para llegar al diagnóstico se siguen varios pasos, para demás incluir el diagnóstico diferencial. 

### Examen clínico
En consultorio médico se puede realizar el estudio bimanual, para estimar el dolor pélvico o uterino, la localización del dolor, el tamaño del útero, motilidad y masas anexiales.

### Imagen
Los estudios de imagen permite un diagnóstico no invasivo, preciso y personalizado para un tratamiento o cirugía, según las necesidades de la paciente y el desarrollo de la enfermedad. El útero puede ser visualizado, así como sus capas constituyentes, con un ultrasonido o una resonancia magnética (IRM).

#### Ultrasonido
El ultrasonido transvaginal es lo más disponible y económica, como primera opción de evaluación, teniendo una gran sensibilidad para detectar adenomiosis, mediante la exploración de la movilidad y sensibilidad de los órganos, son muy precisos en el diagnóstico de patologías ginecológicas, si es realizado por un ecografista capacitado.

#### Resonancia Magnética
La resonancia magnética provee una mejor capacidad diagnóstica por motivo de la mejor resolución y contraste en las imágenes, especialmente en la diferenciación entre una adenomiosis y un mioma. La IRM puede también detectar la profundidad de la penetración del miometrio. Por lo general se aprecian señales disminuidas (hipointensas) en la cavidad del endometrio, evidenciando el engrosamiento en cuestión, por razón de la mayor cantidad de hierro en la capa muscular proveniente del depósito de sangre característico del endometrio. Un grosor del útero mayor a 12 milímetros es la lectura diagnóstica de una adenomiosis.

## Tratamiento
Las opciones de tratamiento incluyen el uso de antiinflamatorios no esteroideos y supresión hormonal con el fin de traer alivio sintomático. Por supuesto, la histerectomía corrige el problema permanentemente al eliminar el endometrio infiltrante. Quienes creen que la causa del trastorno es un exceso de estrógeno o al menos que agrava los síntomas, recomiendan evitar productos que contengan xenoestrógenos o recominendan el uso de suplementos naturales de progesterona. Otra posible opción es el MRgFus, por ablación del tejido controlado por resonancia magnética (temperatura y posición en tiempo real).MRgFUS. No tiene efectos secundarios.

## Pronóstico
No se ha reportado un aumento del riesgo de aparición de cáncer asociado con adenomiosis. Debido a que el trastorno es dependiente de estrógeno, la menopausia resulta un proceso de curación natural. Las pacientes con adenomiosis con frecuencia tienen también un leiomioma o endometriosis.

## Diagnóstico diferencial
Otras razones de hemorragia uterina disfuncional incluyen:
- pólipos endometriales
- miomas en la submucosa
- hiperplasia endometrial
- cáncer de endometrio

En mujeres jóvenes, las consideraciones diagnósticas deben ser ampliadas para incluir:
- aborto espontáneo
- embarazo ectópico